# Landelijke fietsroute 12
De Maas- en Vestingroute of LF12 was tot januari 2019 een LF-route in het midden van Nederland tussen Maassluis en Nijmegen, van ongeveer 230 kilometer. De route liep langs de Maas en langs een aantal vestingen. Samen met de LF3 Maasroute vormt de LF12 Maas- en Vestingroute nu de eerste icoonroute; de LF Maasroute. Het tracé is vernieuwd en de bewegwijzering is aangepast.